# NGC 5811
NGC 5811 је спирална галаксија у сазвежђу Девица која се налази на NGC листи објеката дубоког неба.
Деклинација објекта је + 1° 37' 24" а ректасцензија 15h 0m 27,2s. Привидна величина (магнитуда) објекта NGC 5811 износи 14,1 а фотографска магнитуда 14,7. NGC 5811 је још познат и под ознакама MCG 0-38-15, CGCG 20-43, KCPG 450, PGC 53597.